# 古樸 (蜀漢)
古朴（？年—？年），益州廣漢人，蜀漢前期名士兼官吏，後任廣漢太守夏侯纂底下之功曹一職。

## 生平
古朴與名士周幹、彭勰等為同鄉，曾和周幹、彭勰還有漢中人祝龜向王商之母張叔紀作頌。後來夏侯纂擔任廣漢太守時聘請古朴任其底下之功曹。劉備定蜀之後，夏侯纂迎請秦宓出任師友祭酒，讓他擔任五官掾，稱為仲父。  秦宓假託有病，躺在家中不出。  夏侯纂領著功曹古樸、主簿王普，帶上酒食親訪秦宓家。